# كينت دوغلاس
كينت دوغلاس هو لاعب هوكي الجليد كندي، ولد في 6 فبراير 1936 في محافظة كوبالت ‏ في كندا، وتوفي في 12 أبريل 2009 في واسغا بيتش في كندا.

## وصلات خارجية
- كينت دوغلاس على موقع دوري الهوكي الوطني (الإنجليزية)
- كينت دوغلاس على موقع قاعة مشاهير الهوكي (لاعب أن.إتش.أل) (الإنجليزية)
- كينت دوغلاس على موقع EliteProspects.com (الإنجليزية)
- كينت دوغلاس على موقع HockeyDB.com (الإنجليزية)
- كينت دوغلاس على موقع Hockey-Reference.com (الإنجليزية)